# Classic Diamonds
Classic Diamonds es el noveno álbum de estudio de la cantante alemana Doro. Fue lanzado en el 2004 por el sello AFM Records. El disco presenta canciones del repertorio de Doro con arreglos acústicos y clásicos. La música es tocada casi en su totalidad por la Classic Night Orchestra, un joven ensamble de música clásica.

## Lista de canciones
1. "I Rule the Ruins" - 4:02
2. "Metal Tango" - 3:57
3. "Breaking the Law" - 4:22
4. "All We Are" - 2:56
5. "Für immer" - 4:36
6. "Let Love Rain on Me" - 3:52
7. "Burn It Up" - 2:25
8. "Tausend Mal Gelebt" - 4:17
9. "I'm in Love with You" - 4:44
10. "Always Live to Win" - 3:00
11. "Undying" - 3:39
12. "Love Me in Black" - 5:18
13. "She's Like Thunder" - 3:51

## Personal
- Doro - voz
- The Classic Night Orchestra - música

### Músicos invitados
- Udo Dirkschneider – voz
- Oliver Palotai – piano
- Kai Hansen – guitarras
- Claus Fischer– bajo
- Dirk Schoppen - bajo
- Martin Wagemann – trompeta
- Oliver Best, Thomas Nathan, Klaus Vanscheidt - coros